# Milan Nikolić
Milan Nikolić (srbskou cyrilicí Милан Николић; * 2. července 1979 Jagodina, SR Srbsko, Socialistická federativní republika Jugoslávie, dnes Srbsko) je srbský profesionální harmonikář, který spolu s Marko Konem zastupoval Srbsko na Eurovision Song Contest 2009 v Moskvě.

## Mládí a vzdělání
Narodil se 2. července 1979 ve městě Jagodina. V 7 letech začal hrát na harmoniku.
Dokončil základní školu ve městě Svilajnac, nižší a střední hudební školu v Pančevu. Vystudoval akademii múzických umění v Paříži.

## Kariéra

### Beovizija
Ve finále Beovizija 2009 se vybrálo z 11 skladeb a píseň "Cipela" získala nejvíce hlasů od poroty a diváků, kteří hlasovali prostřednictvím SMS. V porotě usedli zpěvák a skladatel Kornelije Kovač, zpěvák Zeljko Joksimović a hudební umělec Biljana Krstić.

### Eurovision Song Contest
V květnu zastupoval Srbsko na Eurovision Song Contest 2009 spolu s Marko Konem. v Olympijské aréně v Moskvě. Píseň "Cipela" (Ципела, česky Bota) byla vybrána v srbském národním výběru Беовизија 2009. Zúčastnil se 2. semifinále, ale do finále soutěže se nekvalifikoval. Pokud se podíváme na počet hlasů, které dostal v semifinále, Srbsko se umístilo na 10. místě a z tohoto místa by měla finálovou kvalifikaci jistou. Kdyby byl systém stejný jako před rokem 2008, tak by společně s nejlepší desítkou postoupil. Tehdy ale porotci dali přednost Chorvatsku, které bylo na 13. místě.